# Together With Me - The Next Chapter
Together With Me - The Next Chapter (อกหักมารักกับผม) è una serie televisiva thailandese del 2018 ed è un sequel di Bad Romance - Tok lum hua chai yai pisat e Together With Me. È andata in onda per la prima volta su Line TV dal 28 settembre al 19 dicembre 2018 per un totale di 13 episodi.

## Trama
Korn e Knock ormai sono una coppia consolidata che vive una routine fatta di casa e lavoro (in prova). Sebbene i loro sentimenti siano forti una serie di sfortunati eventi metterà alla prova la loro relazione tra cui: il coming out in famiglia, le difficoltà lavorative e un tradimento.
Cho e Yihwa sono fidanzati da qualche tempo ma a causa dei loro lavori stanno poco assieme. Entrambi sono gelosi dell'altro per la paura che possa intraprendere una relazione sentimentale con qualche collega; ma se Cho non pensa a nessun altro tranne che alla ragazza, Yihwa comincia a sentirsi attratta da un suo senior (riferimento a un collega più anziano).
Farm è ormai un ragazzo smaliziato ma sembra aver messo la testa a posto fidanzandosi con Rit (uno studente universitario) quando però, improvvisamente, rincontra la sua vecchia fiamma Bright (medico) e tra i due si riaccende l'amore, Farm si trova molto indeciso su chi scegliere tra i due.

## Personaggi

### Principali
- Knock, interpretato da Pakorn Thanasrivanitchai "Tul"
- Korn, interpretato da Nattapol Diloknawarit "Max"
- Cho, interpretato da Visava Thaiyanont "Tomo"
- Yihwa, interpretata da Pimnitchakun Bumrungkit "Maengmum"
- Farm, interpretato da Tantimaporn Supawit
- Bright, interpretato da Apiwat Porsche

### Secondari
- Fai, interpretata da Thitichaya Chiwpreecha
- Rit, interpretato da Yimkey Kamolwacharathum Suvitayawat